# اورسولا اندرس
اورسولا اَندرِس (انگلیسی: Ursula Andress؛ ‏زاده ۱۹ مارس ۱۹۳۶) بازیگر مطرح هالیوود در دهه شصت و نماد سکس و زیبایی در آن زمان بود.

## زندگی
در ۱۹ مارس ۱۹۳۶ در اوسترمندیژان، کانتون برن، سوئیس از والدین آلمانی زاده شد.

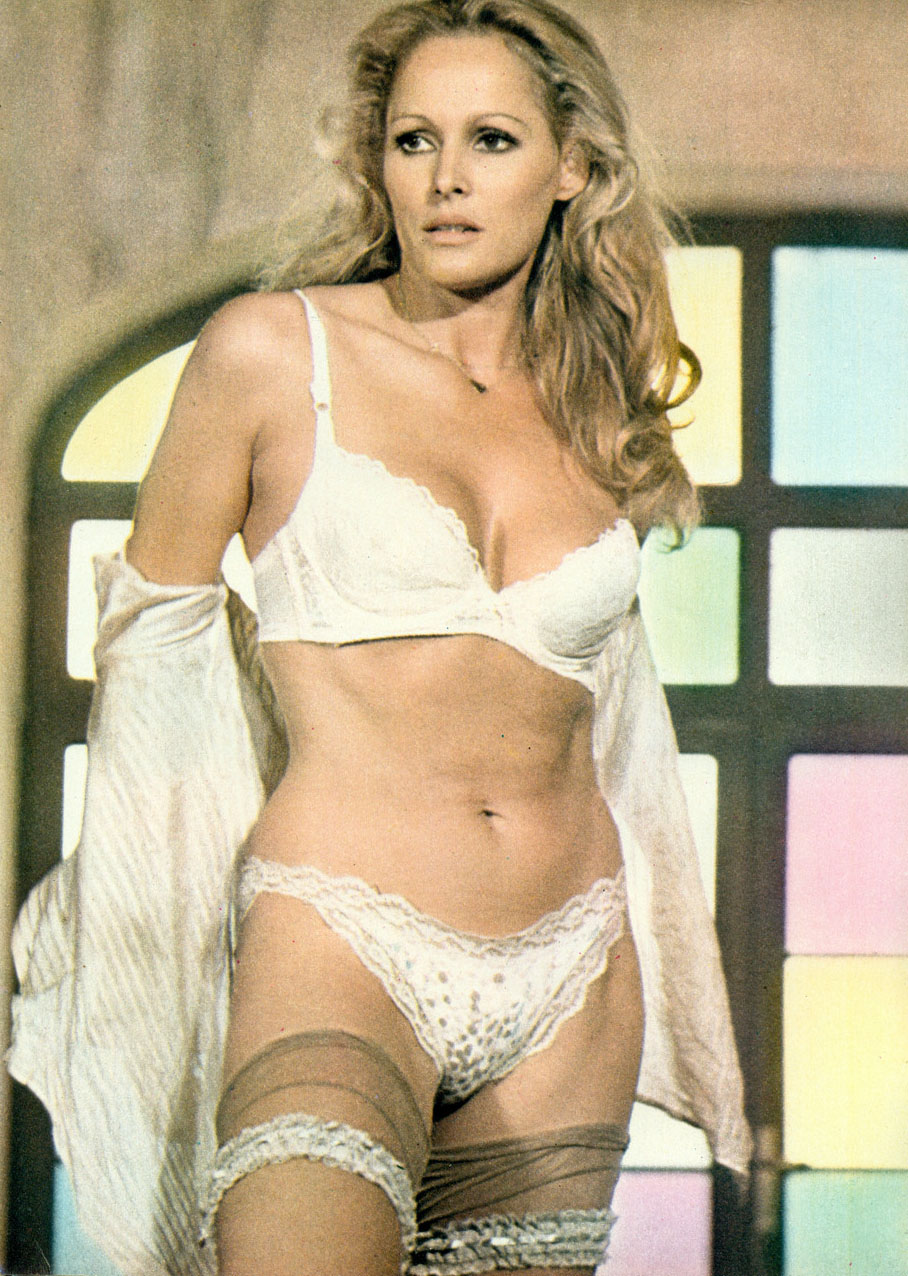
اورسولا اَندرِس در سال ۱۹۷۵

در ۱۶ سالگی برای تعطیلات به رم می‌روند و این سفر آغازی شد برای حضور وی در سینما. از سال ۱۹۵۳ در تعدادی از فیلم‌های ایتالیائی بازی می‌کند.
از سال ۱۹۵۷ تا ۱۹۶۶ همسر جان درک (هنرپیشه) شد و در فیلمی به کارگردانی او بنام یکبار قبل از آنکه بمیرم (۱۹۶۷) بازی کرد. پس از آن با ژان-پل بلموندو آشنا شد.
وی در سال ۱۹۶۵ و در شمارگان ژوئن مجله پلی‌بوی به صورت برهنه ظاهر شد که باعث موجی از هیاهو و شایعات در مورد وی شد.
مهم‌ترین نقش وی که برایش شهرت جهانی به ارمغان آورد، نقش وی در اولین مجموعه فیلم‌های جیمز باند بود.

## فیلم‌شناسی
- ماجراهای جاکومو کازانووا (۱۹۵۴)
- دکتر نو (۱۹۶۲)
- تفریح در آکاپولکا (۱۹۶۳)
- چهار نفر برای تگزاس (۱۹۶۳)
- دهمین قربانی (۱۹۶۴)

تصویری از اورسلا اندروس در فیلم جیمز باند

- آن زن (در ایران: ملکه مرموز، ۱۹۶۵)
- تازه چه خبر پوسی‌کت؟ (۱۹۶۵)
- شی (۱۹۶۵)
- دردسرهای یک چینی در چین (۱۹۶۵)
- ماکس آبی (۱۹۶۶)
- کازینو رویال (۱۹۶۷)
- خانم‌های شیرین (۱۹۶۷)
- ستاره جنوب (۱۹۶۹)
- جمعه کامل (۱۹۷۰)
- آفتاب سرخ (۱۹۷۱)
- آخرین فرصت (۱۹۷۳)
- دو قلب، یک نیایشگاه (۱۹۷۵)
- تپانچه‌های پُر (۱۹۷۵)
- قطار سریع‌السیر آفریقا (۱۹۷۵)
- پرستار (۱۹۷۵)
- اسکاراموش (۱۹۷۶)
- سکس با لبخند ۲ (۱۹۷۶)
- کوه خدای آدم‌خوار (۱۹۷۸)
- کازانووا و همراهان (۱۹۷۸)
- برخورد تایتان‌ها (۱۹۷۹)
- بسترهای بی‌بندوبار (۱۹۷۹)

## نگارخانه
|  |  |  |  |